# Burgruine Heinrichsbürg
Die Burgruine Heinrichsbürg, auch Heinzburg, Hainsburg, Heinsberg genannt, ist eine abgegangene Gipfelburg auf dem 549 Meter hohen Schlossberg, einem Ausläufer des Dillbergs, beim Stadtteil Pölling der Stadt Neumarkt in der Oberpfalz im Landkreis Neumarkt in der Oberpfalz in Bayern. Die Anlage wird als Bodendenkmal unter der Aktennummer D-3-6734-0004 im Bayernatlas als „mittelalterlicher Burgstall“ geführt. 

## Geschichte
Die Burg wurde im 12. Jahrhundert erbaut und kam 1329 mit dem Hausvertrag von Pavia zur Pfalz. 1345 bis 1366 war Albrecht IV. von Thann mit der Burg belehnt, 1366 kaufte sie Heinrich VI. von Wildenstein, der sie am 13. Mai 1369 für 1200 Pfund Heller an Heinrich IV. von Stein auf Hiltpoltstein weiterveräußerte. Nach dem Aussterben derer von Stein belehnte Pfalzgraf Ruprecht vor 1402 den Ritter Heinrich Strupperger von Berg bei Neumarkt mit der Burg. Im 15. Jahrhundert erweiterte sie Pfalzgraf Johann zum Jagdschloss. 1504 wurde die Burg im Landshuter Erbfolgekrieg zerstört. 

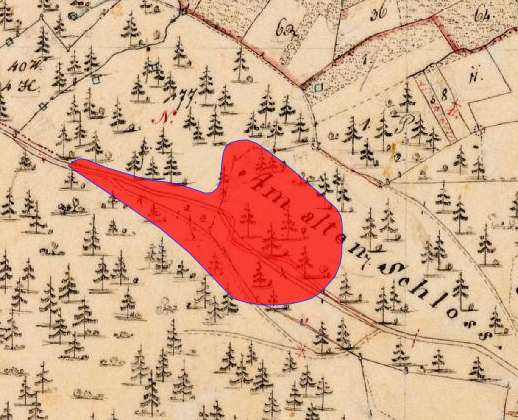
Lageplan der Burgruine Heinrichsbürg auf dem Urkataster von Bayern

## Beschreibung
Von der ehemaligen Burganlage auf einem sieben Meter hohen, steilen Kegelstumpf sind noch Reste eines ehemals eindrucksvollen runden Wall- und Grabensystems erhalten.
Das Gelände ist ganzjährig frei zugänglich. Es führen vier markierte Wanderwege in unmittelbarer Nähe vorbei. Vom Haltepunkt Pölling aus ist es in einer halben Stunde zu Fuß erreichbar.

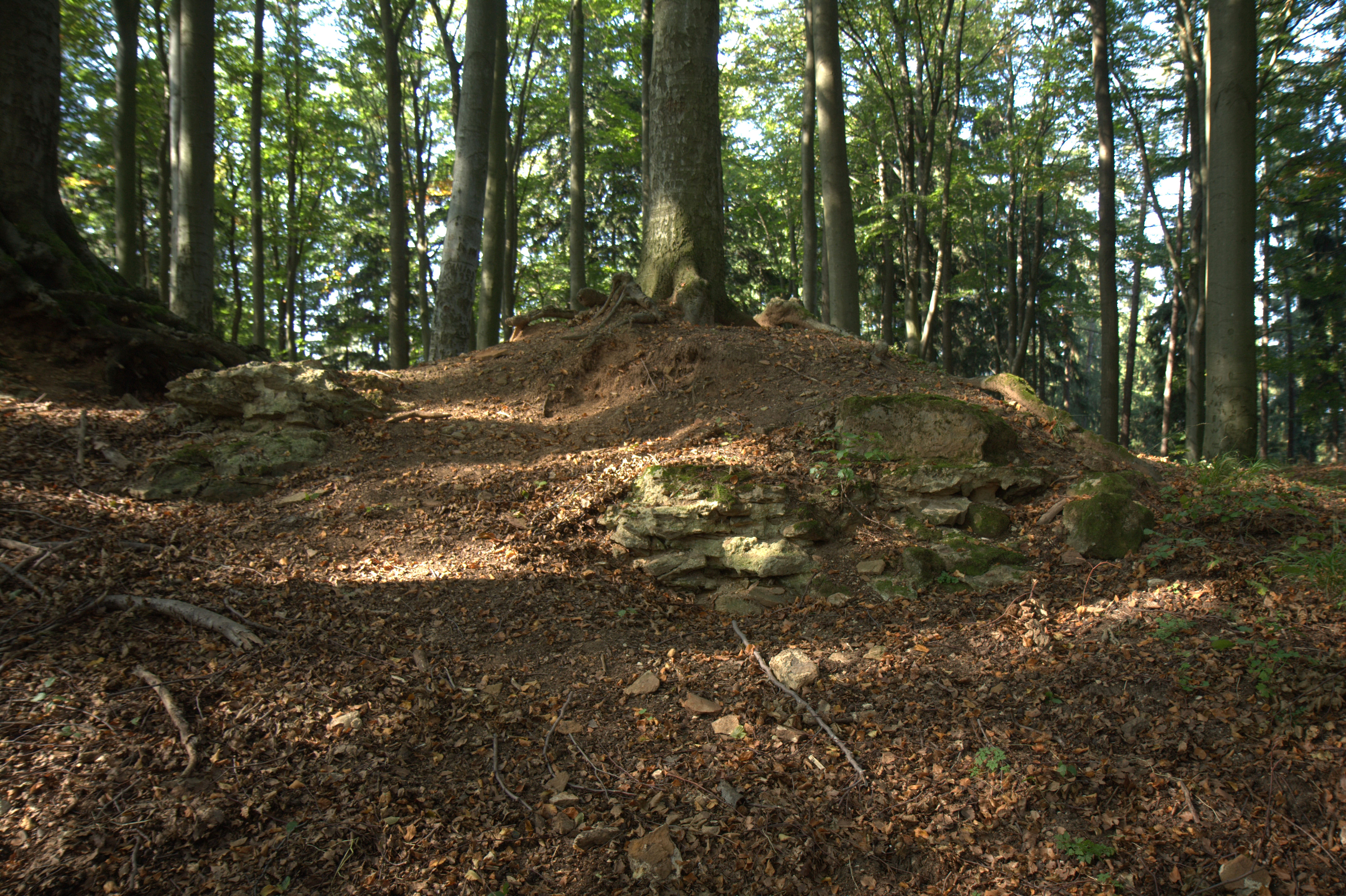
Letzte obertägig sichtbare Mauerreste der Burg
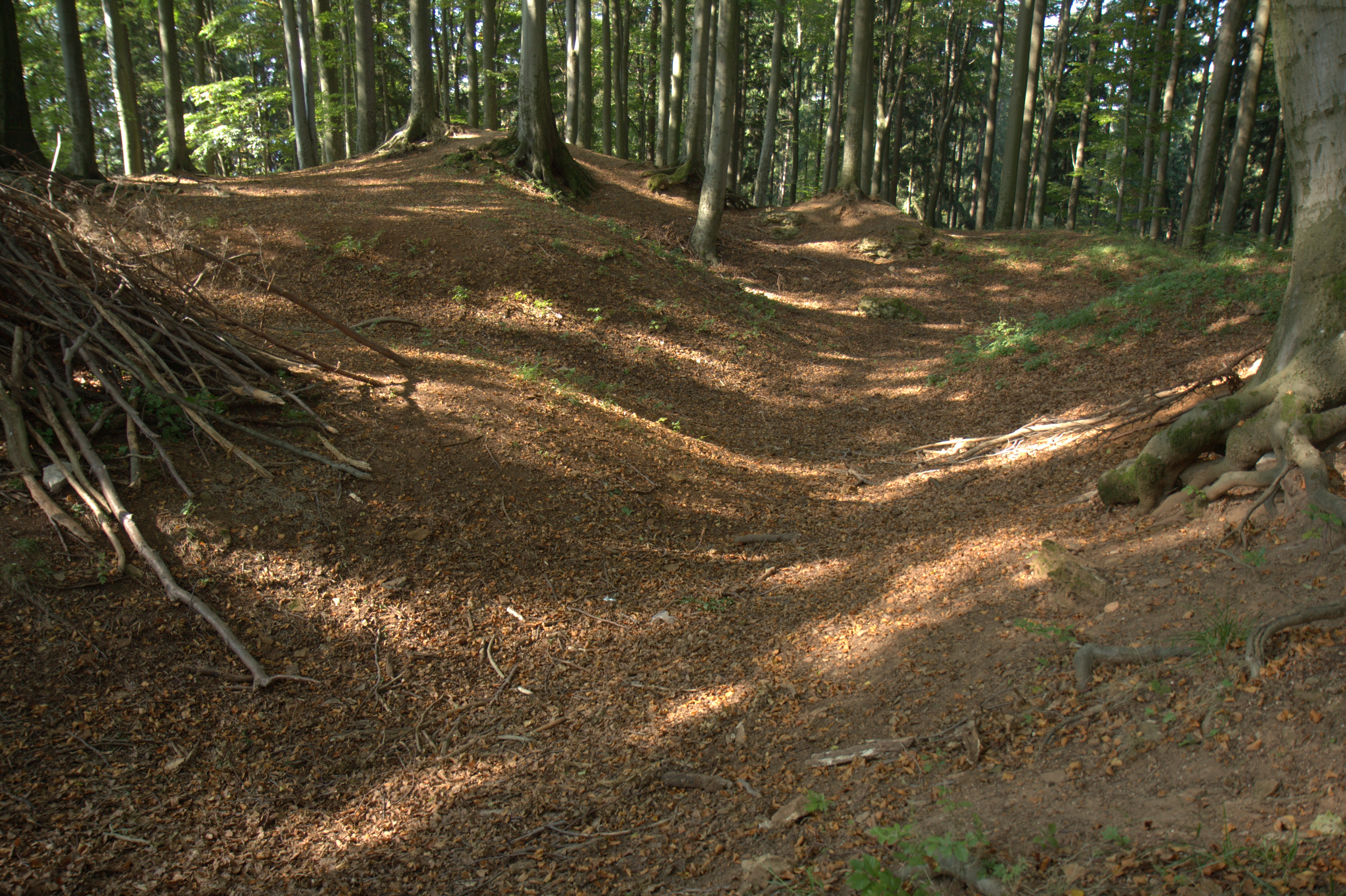
Oberfläche des Burghügels; die Geländemulde im Bild ist wohl der Rest eines Gebäudes
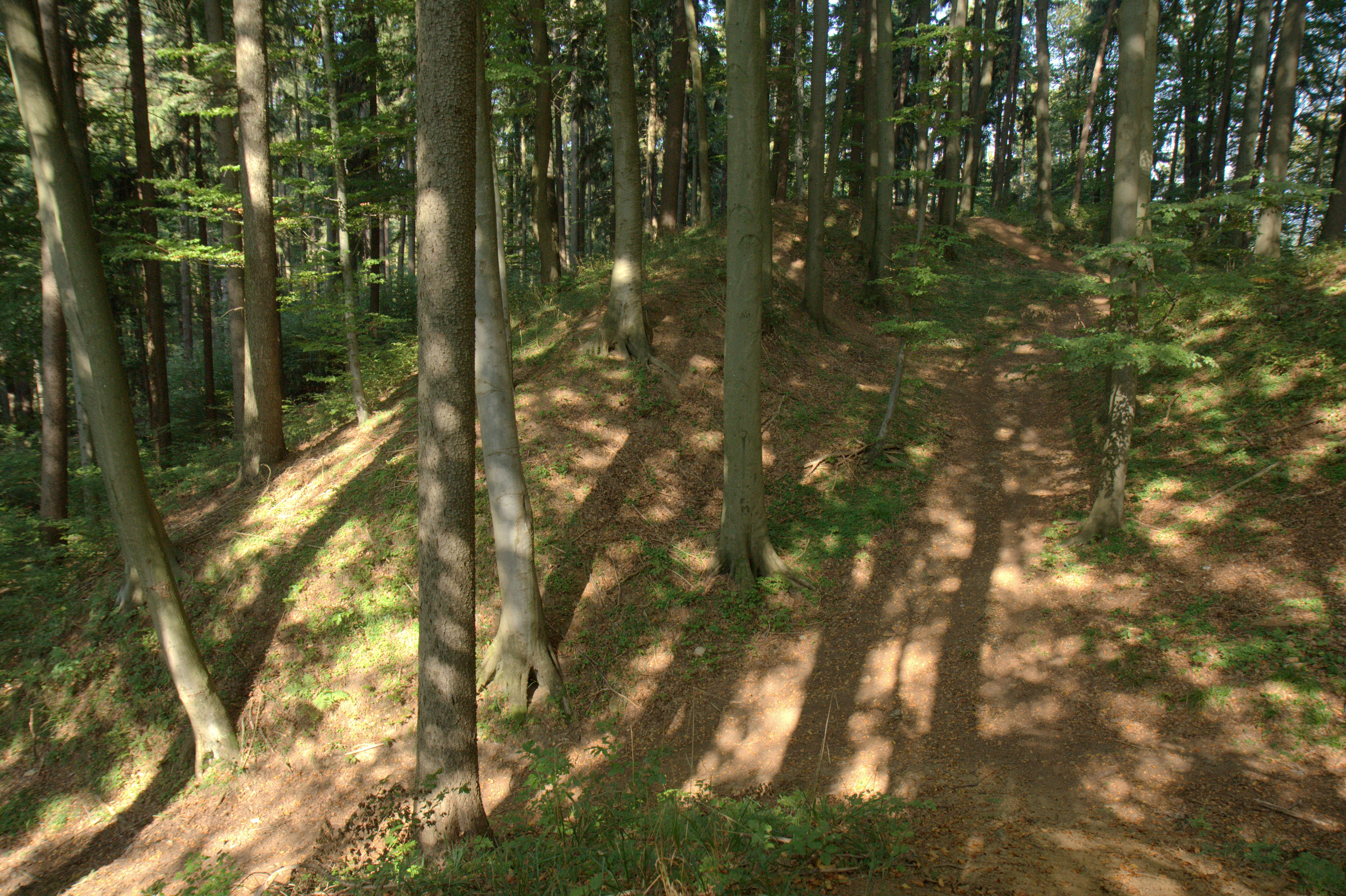
Ansicht des westlichen Ringgrabenbereiches mit dem Außenwall. Im Vordergrund vermutlich der ehemalige Zugang zur Burganlage